# آنجلا فیدراستون
آنجلا فیدراستون (به انگلیسی: Angela Featherstone) (زاده ۳ آوریل ۱۹۶۵) بازیگر کانادایی است.
از فیلم‌های معروف او می‌توان به بازی در خواننده عروسی، دوست‌پسر مرده من، گناهکار و تأثیر صفر اشاره کرد.